# Legend of Success Joe
Legend of Success Joe (あしたのジョー Ashita no Jō?, "Tomorrow's Joe") (あしたのジョー, Ashita no Jō Densetsu, "Leyenda de Joe del Mañana") es un videojuego de boxeo creado por taito corp. Y lanzado para Neo-Geo (tanto MVS como AES).  El juego está basado en Ashita no Joe, un manga creado por Tetsuya Chiba y Asao Takamori en la década de los 70, el cual también fue adaptado al Anime. El juego tuvo un precio de lanzamiento de aproximadamente $200 USD en su versión para consola. Además, tuvo una traducción al inglés si se juega en placas de otras regiones.

## Jugabilidad
Las estrellas de jugador cuando Joe Yabuki, un boxeador aspirante, cuando va de un niño desconocido del lado áspero de ciudad a un campeón de boxeo. El juego sigue el tradicional género Beat 'em up, con algunas secciones teniendo lugar dentro de un anillo de boxeo y otros teniendo lugar en el posteriores alleyways, cuando Joe entrena, matones de luchas, y entonces luchas en el anillo de boxeo.

## Recepción
A pesar de está basado en un material conocido del cual podían salir buenas ideas, el juego recibió críticas negativas y nunca fue publicado fuera de Japón. Es ampliamente considerado como uno de los peores juegos para Neo-Geo, gracias a que posee un pobre gameplay, gráficos inadecuados y animación pobre en un sistema que perfectamente podía hacer cosas mucho mejores.